# الفضل بن جعفر بن الفرات
أبو الفتح الفضل بن جعفر بن الفرات (توفي 938)، ويُسمى أيضًا بالاسم العائلي ابن حنزابة، كان عضواً في عائلة بنو الفرات البيروقراطية من جنوب العراق، وشغل منصب وزير الخلافة العباسية مرتين.

## العائلة
أبو الفتح الفضل بن جعفر بن الفرات هو سليل سلالة بيروقراطية، وهم بني الفرات، والتي شغلت مناصب عليا في البيروقراطية المالية للخلافة العباسية في بغداد منذ عهد الخليفة المعتضد بالله (حكم بين 892–902) واستمر ليصبح أحد الفصيلين الرئيسيين داخل النخبة الإدارية العباسية في العقود الأولى من القرن العاشر. كان والد الفضل، أبو الخطاب جعفر، رئيساً لدائرة أراضي الشرق والغرب من عام 908 حتى وفاته عام 909/10، أما عمه فهو أبو الحسن علي الشهير، الذي شغل منصب وزير الخليفة المقتدر ثلاث مرات.
وكثيراً ما كان الفضل يُلقب بـ "ابن هنزابة" نسبة إلى والدته. ومن هنا يُطلق على فرع العائلة التي أسسها عادةً اسم "بني هنزابة".